# Renato Rueda
Guillermo Renato Rueda Heredia (Lima, 31 de julio de 1990) es un actor, presentador y docente peruano, que ha protagonizado en obras de teatro nacionales, además de sus breves participaciones en televisión y cine.

## Biografía
Nació el 31 de julio de 1990 en Lima; bajo el nombre de Guillermo Renato Rueda Heredia. Estudió actuación en los talleres de Roberto Ángeles y Alberto Ísola. Inicialmente, estuvo interesado en estudiar la carrera de psicología en la Pontificia Universidad Católica del Perú, en la que fue rechazado.
Rueda comenzó su carrera artística en el año 2012 como actor de teatro, haciendo su debut en el elenco protagónico de la ficción teatral Laberinto de monstruos de Roberto Ángeles. Al año siguiente, se suma a la producción teatral Números reales.
En el año 2014, participó en el reparto principal de la obra Este hijo, junto a los actores Carlos Mesta, Alejandra Guerra y la fallecida actriz Sofía Rocha. Seguidamente, se suma al elenco central de las obras teatrales Incendios y Vergüenza.
En el año 2015 fue protagonista de la obra de drama El camino de los pasos peligrosos junto a Julián Legaspi y Omar García, en el papel de Carl y contó con el actor Fernando Luque como director general. Al año siguiente, participó en la obra Los justos en el Teatro Alianza Francesa.
En el año 2016, asume el protagónico de la adaptación de Peter Pan en el Teatro del Centro Cultural de la Universidad del Pacífico.
Rueda ganó reconocimiento como protagonista de la obra teatral Pulmones de la dirección de Norma Martínez en 2017, compartiendo el rol junto a la actriz Fiorella Pennano, volviendo a interpretar en las temporadas 2018 y 2022. Seguidamente, participó en el elenco de las obras La historia de un soldado y La Ciudad de los Reyes en ese año. 
Continuó con sus proyectos teatrales en 2018 como parte del elenco central de la segunda versión de Un misterio, una pasión. Al año siguiente, asume el rol protagónico de la comedia Pacamambo, contando con la colaboración de la emisora local Radio Filarmonía como auspiciadora y se estrenó en el Teatro del Centro Cultural de la Universidad de Lima.
En el año 2019, fue coprotagonista de la adaptación de Cuentos fantásticos, bajo la dirección de Adrián Saba para el Teatro La Plaza, retomando el rol en la temporada 2020 bajo el formato virtual y compartió escena con las actrices Ebelin Ortiz, Alicia Mercado y los comediantes Carlos Palma y Guillermo Castañeda. En ese año, se incluye al reparto de la obra teatral Orlando. Protagoniza la obra Imagina Shakespeare, interpretando al personaje de Romeo Montesco junto a Jely Reátegui en 2016.
Durante la pandemia de COVID-19 en Perú, Rueda participó en el proyecto Sin filtro con Anaí Padilla en medio del estado de emergencia para continuar con el teatro peruano en casa. Dentro de ese proyecto, protagoniza con Padilla el micromontaje Decir o no decir y fue trasmitida en el canal web Británico TV por la plataforma YouTube.
En el año 2021, fue parte del elenco central del cortometraje Autoerótica, donde interpreta a un joven mayor de edad que tiene una cita virtual con Bruna, una adolescente. Tras el éxito de la película, fue nominada a los Premios APRECI con 4 categorías. En ese año, participó en el elenco protagónico de la adaptación local de Emma milennial junto a Vania Accinelli, Giovanni Arce y Brigitte Jouannet, y como parte del reparto central de Clandestino: Capítulo cero del director Eduardo Ramos.
Se incursiona como presentador de televisión, asumiendo la conducción del programa Tanto por leer para Canal J durante el periodo 2021-2023. En la televisión peruana, tuvo una breve participación en la telenovela Tu nombre y el mío en 2024, interpretando al delincuente Aarón Méndez, hermano mayor de Tavo Méndez, quién fue asesinado a cuchillazos por Cobra, un delincuente de barrio.[cita requerida]
En el cine peruano, participó como protagonista del cortometraje El muerto (2015), interpretando al personaje del mismo nombre.[cita requerida] Además, se incluye a las otras cintas nacionales Asesinos (2015), Diferencia y repetición (2020), Igualita a mí (2022) y No te mueras por mí (2025) dentro del reparto principal.[cita requerida]
En el año 2023, participó en la adaptación de la ficción teatral La tempestad como el personaje de Calibán. Seguidamente, se acredita en el reparto coprotagónico de la obra Newmarket en el papel de Daniel.
Adicionalmente, fue parte del elenco central de las obras teatrales ¡Cállate, Copperfield! junto a Sergio Armasgo en 2020 y Velas de cumpleaños con Érika Villalobos en 2023.[cita requerida] Fue protagonista de la ficción Hamlet está muerto bajo el personaje de Hamlet hijo en el año 2023.
En el año 2019, ingresa al reparto de Patrón leal, obra teatral inspirada en el libro El rey Lear de William Shakespeare, bajo el personaje de Manuel, y fue escrita bajo la dramaturgia de Alfonso Santistevan. En el año 2024, fue parte del elenco principal de la obra biográfica Watanabe: todo el vasto fondo marino, volviendo a trabajar con Mesta, sumándose la primera actriz Teresa Ralli al elenco. Seguido, participó como parte del elenco central de Los caracoles en ese año, bajo la dirección de Manuel Goldy fue protagonista de la versión de la obra teatral Moby Dick, bajo el papel de Queereg, un arponero polinesio y uno de los miembros del barco.

## Filmografía

### Teatro
- Laberinto de monstruos (2012), protagonista y debut actoral.
- Números reales (2013), reparto principal.
- Este hijo (2014), reparto principal.
- Incendios (2014), reparto principal.
- Vergüenza (2014), reparto principal.
- El camino de los pasos peligrosos (2015), Carl (protagonista).
- Peter Pan (2016), Peter Pan (protagonista).
- Pulmones (2017-2022), protagonista.
- La historia de un soldado (2017), reparto principal.
- La Ciudad de los Reyes (2017), reparto principal.
- Un misterio, una pasión (2018), reparto principal.
- Imagina Shakespeare (2018), Romeo Montesco (protagonista).
- Cuentos fantásticos (2019), reparto principal.
- Orlando (2019), reparto principal.
- Patrón leal (2019-2024), Manuel (reparto principal).
- Decir o no decir (2020), protagonista.
- Emma milennial (2021), reparto central.
- La tempestad (2022), Calibán (reparto principal).
- Newmarket (2022), reparto principal.
- ¡Cállate, Copperfield! (2023), reparto central.
- Velas de cumpleaños (2023), reparto central.
- Hamlet está muerto (2023), Hamlet (protagonista).
- Watanabe: todo el vasto fondo marino (2024), reparto central.
- Los caracoles (2024), reparto principal.
- Moby Dick (2024), Queereg (protagonista).

### Televisión
- Tanto por leer (2021-2023), presentador.
- Tu nombre y el mío (2024), Aarón Méndez Cruz (antagonista recurrente).

### Cine
- El muerto (2015), El muerto (protagonista).
- Asesinos (2015), reparto principal.
- La hora final (2017), «Chupito» (reparto principal).
- Diferencia y repetición (2020), Marcelo (reparto principal).
- Igualita a mí (2022), reparto principal.
- No te mueras por mí (2025), Pepe (reparto central).